# Партизаны (Днепропетровская область)
Партиза́ны (укр. Партизани) — село,
Миролюбовский сельский совет,
Синельниковский район,
Днепропетровская область,
Украина.
Код КОАТУУ — 1224884905. Население по переписи 2001 года составляло 70 человек.

## Географическое положение
Село Партизаны находится на расстоянии в 1 км от села Новочерниговское и в 2-х км от села Терса.